# 渡邊雅之
渡邊 雅之（わたなべ まさゆき、1957年6月9日 - ）は、日本の演劇（舞台・ミュージカル）制作者である。

## 略歴
- 1957年京都市に生まれ、新市小学校、下鴨中学校、東山高校、大阪学院大学を卒業する。
- 1982年1月に上京。
- 1991年5月、株式会社WINGSの創設メンバーの一人となり、代表取締役に就任する。
- 1995年、株式会社MIRAIの立ち上げに協力。映画、舞台、ミュージカルの制作進行管理のサポートを行う。
- 2000年7月に株式会社劇団ポプラ制作の夏休みファミリーミュージカル「シンドバットの大冒険」（主演：有吉弘行）の運営協力をする。
- 2006年8月1日、社屋を池袋から汐留へ移転に伴い、株式会社劇団ポプラの運営管理担当に就任する。
- 2021年9月1日、株式会社劇団ポプラの代表取締役に就任する[1]。

## 演劇作品
株式会社劇団ポプラ全国ツアー公演の渡邊雅之が運営管理担当した作品。
- 舞台『大どろぼうホッツェンプロッツ』　原作/オトフリート=プロイスラー　演出/村上寿
- ミュージカル『火垂るの墓』　原作/野坂昭如　脚本/・神野純市　演出/木島恭
- ミュージカル『尾崎豊物語』　曲/尾崎豊　監修/須藤晃　脚本・演出/木島恭
- ミュージカル『ピーターパンとウェンディ』　原作/J.M.B　脚本・演出/木島恭
- ミュージカル『シンドバットの大冒険』　原作/アラビアンナイトより　脚本・演出/木島恭
- ミュージカル『とべないホタル』　原作/小澤昭巳　脚本・演出/木島恭
- ミュージカル『三年寝太郎物語』　原作/山口県民話より　脚本・演出/丸尾聡
- ミュージカル『チョコレート戦争』　原作/大石真　演出/大西弘記
- 2.5次元ミュージカル『宝島』　原作/ロバートRスティーブンソン　脚本/演出/木島恭　映像監督/國米修市
- 2.5次元ミュージカル『オズの魔法使い』　原作/LFボーム　脚本・演出/木島恭　映像監督/國米修市
- 2.5次元ミュージカル『海底2万マイル』　原作/ジュールヴェルヌ　脚本・映像監督/國米修市　演出/木島恭